# Coup d'État de 1980 en Haute-Volta
Le coup d'État de Haute-Volta de 1980 a eu lieu le 25 novembre 1980 en République de Haute-Volta actuel Burkina Faso. Après une longue période de sécheresse, de famine, de grognes populaires et de grèves ouvrières, le colonel Saye Zerbo renverse le président Sangoulé Lamizana. Zerbo sera à son tour renversé deux ans plus tard par le colonel Jean-Baptiste Ouédraogo.

## Contexte historique
La Haute-Volta obtient son indépendance de la France en 1960, après quoi le président Maurice Yaméogo s'est mis à créer une dictature à parti unique dirigée par son parti Union démocratique voltaïque. À la suite de plusieurs élections truquées et à l'instauration d'un nouveau budget d'austérité, les puissants syndicats se sont soulevés contre le président, ce qui a provoqué le coup d'État de Haute-Voltan en 1966, au cours duquel le lieutenant-colonel Sangoulé Lamizana a pris le pouvoir. Cela a marqué le début d'une longue ère de régime militaire en Haute-Volta  qui sera rebaptisé plus tard  Burkina Faso.

## Le règne Lamizana
Lamizana continuerait à gouverner le pays en tant que dictateur militaire jusqu'à l'élection présidentielle de Haute-Voltan en 1977, lorsqu'il a été élu à la tête d'un régime civil. Au cours des années 1970, le gouvernement Lamizana a été confronté à de nombreux problèmes, parmi lesquels l'opposition continue des syndicats, la montée de nouveaux groupes d'opposition politique, une forte sécheresse au Sahel, une désertification croissante, etc. Le besoin d'aide étrangère a atteint des niveaux record, en 1979, représentant 70% du budget de l'État.
En février 1979, les principaux syndicats lancent une nouvelle campagne anti-Lamizana. En mai, deux éminents dirigeants syndicaux sont arrêtés pour incitation à la révolte. Des grèves de protestation d'une semaine ont rapidement conduit à leur libération. Deux mois plus tard, Lamizana dénonce les revendications syndicalistes, appelant à l'unité nationale. En décembre, le président reconnaît enfin la dépendance du pays vis-à-vis de l'aide occidentale pour sa survie. Le 7 janvier 1980, une grève générale commence. Même si elle fut brève, ce débrayage marquera le début de plusieurs mouvements d'humeurs dans divers secteurs .

## Le coup d’État
Le 1er octobre, les enseignants entrent en grève. Cette grève se généralise  début novembre avec une forte pression  sur le gouvernement. Le 12 novembre, le président Lamizana survit à une motion de censure, avec une marge de 33 à 24 voix. Alors que les enseignants ont convenu le 22 novembre de reprendre le travail, les troubles n'avaient pas encore culminé.
Le 25 novembre, le colonel Saye Zerbo  renverse par  coup d'État militaire le président Lamizana lui même officier de l'armée. Un coup d'État  réussi sans effusion de sang. La police anti-émeute, déployée contre les grévistes, tente un contre-coup d'État en faveur de Lamizana, mais ne réussit pas.
Saye Zerbo, un vétéran, ancien ministre des Affaires étrangères de 1974 à 1976, commandant du régiment de l'armée à Ouagadougou et chef du renseignement militaire, suspend la constitution et créé le Comité Militaire de Redressement pour le Progrès National (CMPRN), une junte de 31 membres. Plusieurs membres de la junte étaient jeunes et radicaux, parmi lesquels les futurs présidents Thomas Sankara et Blaise Compaoré. Parmi les parties de la société qui ont soutenu le coup d'État se trouvaient les Mossi et les catholiques de Haute-Volta, deux groupes écartés par Lamizana, bien que Zerbo, comme son prédécesseur, était un musulman Bissa.

## Conséquences
Le nouveau président Zerbo a d'abord eu le soutien des syndicats, comme Lamizana l'avait fait après son coup d'État de 1966, gagnant ainsi le soutien des enseignants en grève en cédant à la plupart de leurs revendications. Les chefs traditionnels ont également soutenu le colonel Zerbo. Le 16 décembre, il a créé un cabinet de 16 membres. Ce soutien ne dure pas longtemps. Le nouveau gouvernement fait face à de grandes manifestations en mai, après que le président Zerbo ait annoncé l'imposition du service militaire obligatoire et averti les syndicats de surveiller leur ton envers le régime. Plus tard, après des troubles continus, il interdirait les grèves du travail quelques semaines avant le premier anniversaire du coup d'État.
Après deux ans de remous sociaux politiques, Saye Zerbo est renversé par des militaires lors d'un nouveau coup d'État en 1982, faisant du major Dr Jean-Baptiste Ouédraogo président. Le régime militaire s'est poursuivi dans le pays depuis lors, avec de nombreux coups d'État et tentatives de coup d'État.